# Festival du film des Diablerets
Le festival du film des Diablerets, ou festival international du film alpin des Diablerets (FIFAD), est un festival suisse de cinéma, spécialisé dans les films alpins.

## Histoire
Le festival a été créé en 1969, sous le nom de Journées du cinéma suisse de montagne, sur une idée de Jacques Lavenex, cinéaste amateur, alpiniste, skieur et ami de la station des Diablerets. Il a pris son nom actuel festival international du film alpin des Diablerets l'année suivante. Il est présidé par le Conseiller aux États Olivier Français et se tient au mois d'août aux Diablerets.
Les objectifs de ce festival sont de divulguer les richesses du genre cinématographique du film alpin et de découvrir des œuvres nouvelles, inédites, à travers les alpinistes-cinéastes de l’époque.
Parallèlement, le Prix du livre de montagne est attribué chaque année.